# Logista Holdings
Logista Holdings ist ein börsennotiertes spanisches Großhandelsunternehmen. Logista beliefert nach eigenen Angaben über 300.000 Verkaufsstellen mit Tabakwaren, Convenience-Produkten, Medikamenten und Lotterieprodukten. Das Unternehmen entstand 1999 als Ableger der Distributionssparte des Tabakunternehmens Tabacalera, das im selben Jahr selbst in Altadis aufging. Im Jahr 2003 wurde die Tochter „Logista Pharma“ gegründet, welche sich auf die Distribution pharmazeutischer Produkte fokussiert. 2008 wurde Logista von Imperial Tobacco übernommen und als unabhängiger Teil des Konzerns weitergeführt. Seit 2014 werden die Anteile des Unternehmens an der Madrider Börse gehandelt.